# ريتشارد هورنونغ
ريتشارد هورنونغ (بالإنجليزية: Richard Hornung)‏ هو مصمم الإنتاج أمريكي، ولد في 16 فبراير 1950 في بيت لحم في الولايات المتحدة، وتوفي في 30 ديسمبر 1995 في لوس أنجلوس في الولايات المتحدة.

## وصلات خارجية
- ريتشارد هورنونغ على موقع IMDb (الإنجليزية)
- ريتشارد هورنونغ على موقع أول موفي (الإنجليزية)
- ريتشارد هورنونغ على موقع قاعدة بيانات برودواي على الإنترنت (الإنجليزية)
- ريتشارد هورنونغ على موقع قاعدة بيانات الفيلم (الإنجليزية)